# Druskieniki
Druskieniki (czasem błędnie Druskienniki; lit. Druskininkai wymowaⓘ) – miasto na Litwie, w Dzukii, popularne uzdrowisko położone na brzegu Niemna. Ludność: 16 647 mieszkańców (2006), powierzchnia miasta – 22 km². Największe i najnowocześniejsze uzdrowisko na Litwie, jedno z najlepszych uzdrowisk klimatycznych i balneologicznych w Europie. Występują tu liczne źródła mineralne i pokłady borowiny. Znajduje się tu 9 sanatoriów i centrum balneologiczne.
Miasto królewskie położone było w końcu XVIII wieku w starostwie niegrodowym przewalskim w powiecie grodzieńskim województwa trockiego.

## Pochodzenie nazwy
Nazwa miejscowości pochodzi najprawdopodobniej od litewskiego słowa druskininkas oznaczającego człowieka zajmującego się warzeniem soli.

## Historia

### W I Rzeczypospolitej
Pierwsze pisemne wzmianki o Druskienikach pochodzą z 1636, choć najprawdopodobniej już w XIII wieku było tu grodzisko, które w 1308 spłonęło, po czym okolica się wyludniła. W XVIII wieku miejscowy znachor Pranas Surutis (Słony), jako pierwszy zastosował wodę ze źródeł solankowych do leczenia.
W 1794, na mocy dekretu króla Polski i wielkiego księcia litewskiego Stanisława Augusta Poniatowskiego Druskieniki zyskały status miejscowości leczniczej.

### Pod zaborami
Badaniem leczniczych właściwości źródeł na początku XIX wieku zajął się polski profesor chemii Uniwersytetu Wileńskiego, Ignacy Fonberg. Badaniami tymi zainteresował się car Mikołaj I i 31 grudnia 1837 roku nadał Druskienikom tytuł uzdrowiska, rozpoczęto budowę drewnianych zabudowań kurortu. Datę tę uważa się za oficjalny rok założenia uzdrowiska. Wkrótce uzdrowisko zyskało dużą popularność wśród mieszkańców pozostałych rejonów byłej Rzeczypospolitej Obojga Narodów.

### W II Rzeczypospolitej

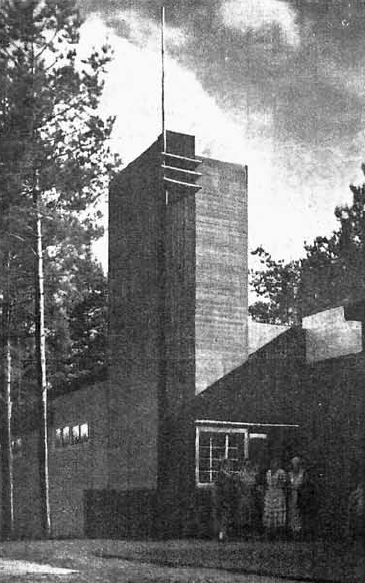
Wejście do Zakładu Leczniczego (zdj. z 1932)

Podczas wojny polsko-bolszewickiej 1919–1920 drewniany most na rzece Niemen miał kluczowe znaczenie dla ataku polskiej Północnej Grupy Uderzeniowej podczas Bitwy Niemeńskiej – 23 września 1920 roku stał się polem starcia pomiędzy siłami polskimi a litewskimi. Kawalerzyści 3 pułku ułanów Dzieci Warszawy z 4 Brygady Jazdy pod dowództwem mjr. Cypriana Bystrama w szyku pieszym próbowali około godz. 11 bezskutecznie sforsować i odbić most obsadzony przez litewski 3 batalion 2 pułku piechoty. W godzinach popołudniowych na pomoc przyszedł szwadron 211 pułku ułanów dowodzony przez majora Władysława Dąbrowskiego. Atak kawalerii około godz. 16 został uwieńczony zdobyciem w stanie nieuszkodzonym mostu na Niemnie w Druskienikach i wzięciem do niewoli 80 żołnierzy litewskich. Maszerujące za kawalerią dywizje piechoty w szeregu starć skutecznie wyeliminowały z walki wojska litewskie, które w czasie całej bitwy niemeńskiej nie zagrażały już tyłom grupy uderzeniowej.
Według Powszechnego Spisu Ludności z 1921 roku miasto zamieszkiwało 989 osób, wśród których 646 było wyznania rzymskokatolickiego, 46 prawosławnego, 3 ewangelickiego a 294 mojżeszowego. Jednocześnie 700 mieszkańców zadeklarowało polską przynależność narodową, 8 białoruską, 242 żydowską, 20 rosyjską a 19 litewską. Było tu 308 budynków mieszkalnych.
W okresie międzywojennym była tu strażnica Korpusu Ochrony Pogranicza.
W 1929 społeczność żydowska posiadała synagogę.

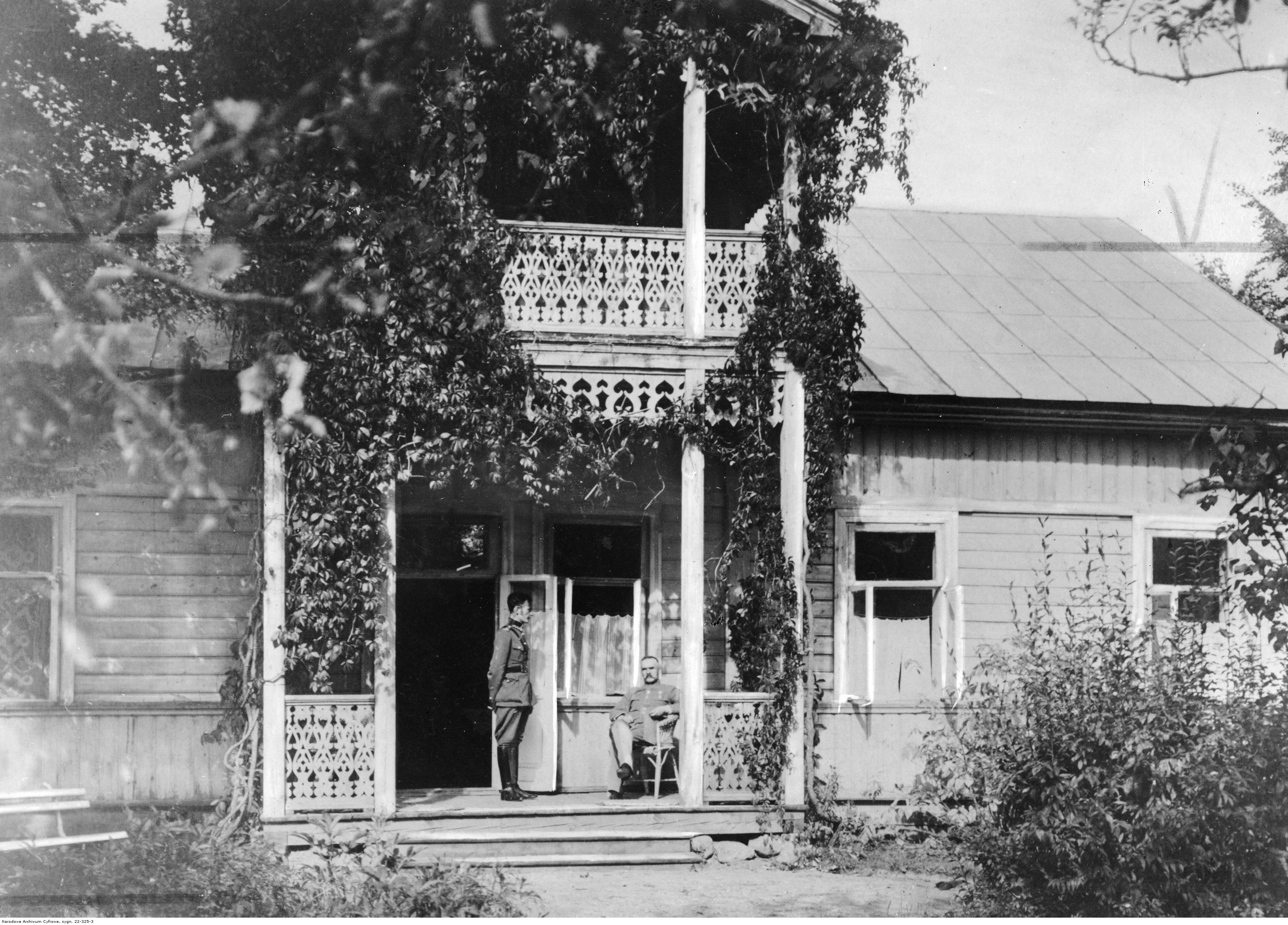
Józef Piłsudski na werandzie przed swoją willą, w towarzystwie adiutanta mjr. Zygmunta Wendy w 1926

Po I wojnie światowej miasto znalazło się na terytorium Polski. Popularność uzdrowiska wzrosła znacznie dzięki Józefowi Piłsudskiemu, który wielokrotnie w nim wypoczywał.
W latach 1929–1932 polscy architekci poczynili wielkie starania w kwestii rozbudowania kurortu. Pod kierunkiem dr E. Lewickiej zbudowano „Zakład Leczniczego Stosowania Słońca, Powietrza i Ruchu”, w którym na początku powstały szatnie męskie, zaprojektowane przez Edgara Norwertha, a w 1931 r. szatnie damskie według projektu architekta zdrojowego Jana Jabłońskiego. W 1932 roku wybudowano dwa żelbetowe baseny według projektu inż. Aleksandra Szniolisa. W 1931 roku według projektu Jana Jabłońskiego wybudowano w parku zdrojowym modernistyczną Pijalnię Wód Mineralnych. W 1934 r. doprowadzono do Druskienik linię kolejową.
W 1928 r. Druskieniki zostały uznane za uzdrowisko posiadające charakter użyteczności publicznej.

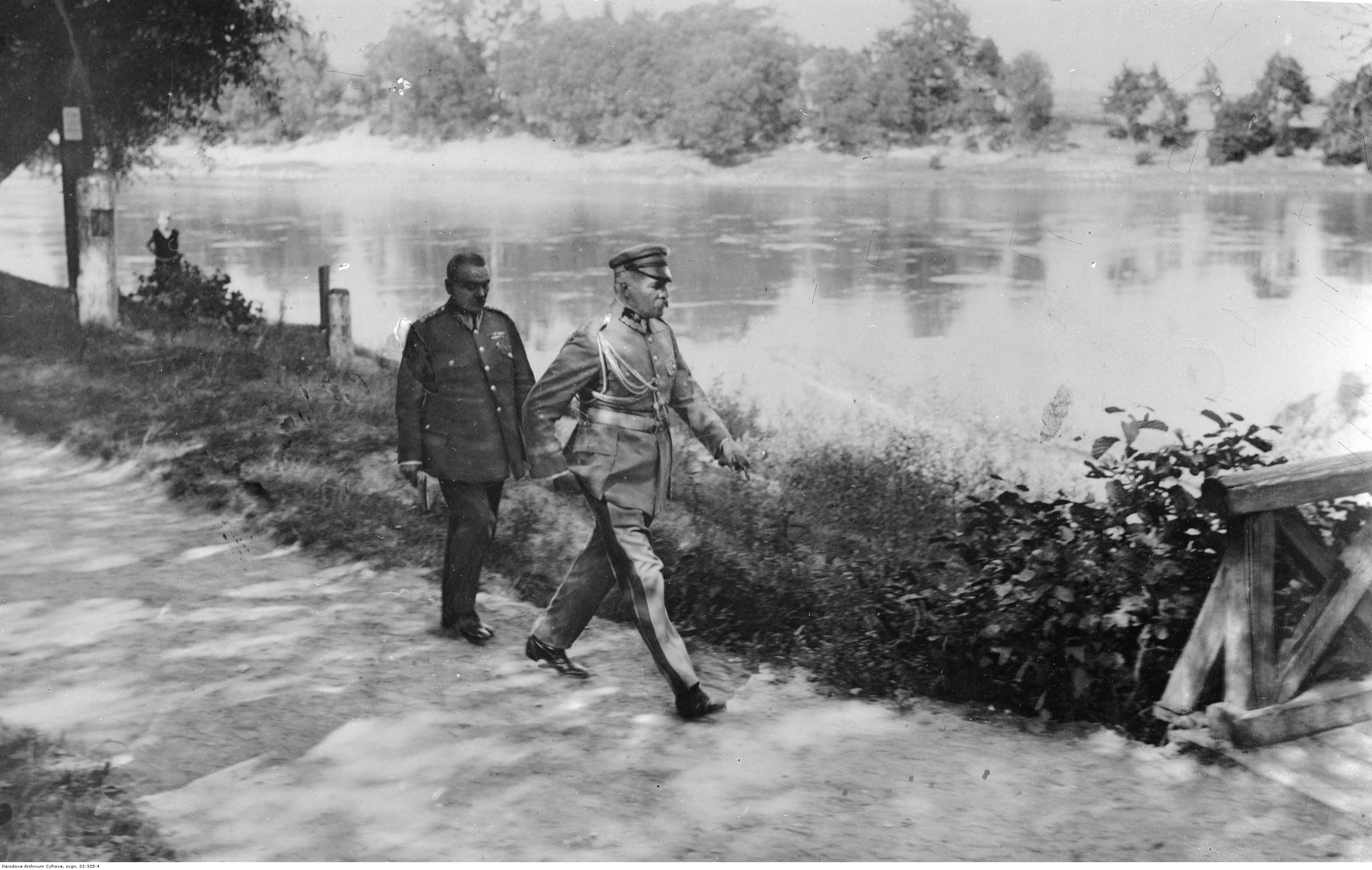
Józef Piłsudski w towarzystwie płk. Marcina Woyczyńskiego przy mostku na Rotniczance w drodze do willi „na Pogance” w 1929

W Druskienikach bywali Józef Ignacy Kraszewski, Stanisław Moniuszko, Juliusz Osterwa, Hanka Ordonówna, miał tu swój dworek, tak zwaną „Pogankę” Józef Piłsudski (została wyburzona w 1964 roku z inicjatywy miejscowych władz).

#### Józef Piłsudski w Druskienikach
Pierwszy raz Józef Piłsudski spędził urlop w uzdrowisku w czerwcu 1924 r. Przybył wtedy do Druskienik wraz z rodziną i zamieszkał w drewnianym domu pani Balcewiczowej przy ul. Jasnej 8, gdzie kończył książkę Rok 1920. Dom ten był bardzo skromny, bez elektryczności, a prace Piłsudski prowadził przy lampie naftowej. Potem Piłsudski zamieszkał w domku „Na Pogance” nad Niemnem w wynajętym małym, bardzo prymitywnym domku, z minimalnymi meblami. O komfort zupełnie nie dbał. Odpoczywał tu bardzo dobrze, chodząc na spacery wzdłuż Niemna lub patrząc na rzekę z ławki w parku. Przywoził ze sobą zawsze wiele książek i dużo wtedy czytał. Podczas pobytu w Druskienikach w 1924 roku Piłsudski zachorował, w związku z czym jego lekarzem została 28 letnia dr Eugenia Lewicka, z którą pozostawał w następnych latach w bardzo bliskiej zażyłości (podejrzewano wieloletni romans). Liczne doroczne pobyty Piłsudskiego w uzdrowisku spopularyzowały miejscowość wśród kuracjuszy. Marszałka przyjmował tam lekarz pediatra i popularyzator uzdrowiska, prof. Wacław Jasiński. W lutym 1928 r. Rada Miejska Druskienik nadała Józefowi Piłsudskiemu honorowe obywatelstwo miasta. Dom „Na Pogance” rozebrano w 1964 roku.

### II wojna światowa i okres powojenny

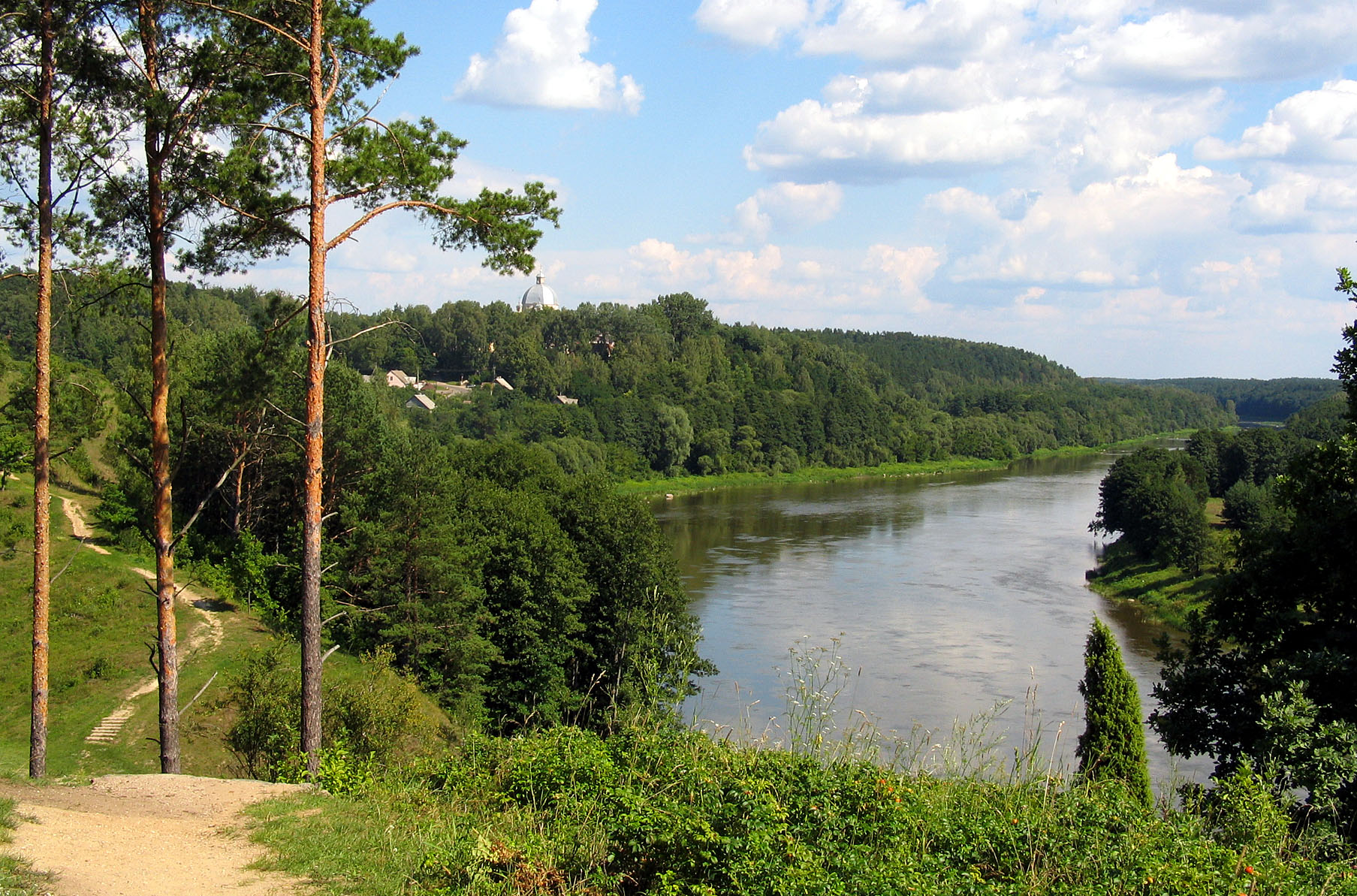
Niemen w Druskienikach

Polska utraciła Druskieniki po agresji ZSRR na Polskę, które w 1939 zostały włączone do Białoruskiej SRR, a 3 sierpnia 1940 do Litewskiej SRR. Po ataku III Rzeszy na ZSRR, Druskieniki były pod okupacją niemiecką w latach 1941–1944 i należały do okręgu białostockiego III Rzeszy.
Podczas okupacji hitlerowskiej, w lipcu 1941 roku Niemcy utworzyli getto dla żydowskich mieszkańców. Przebywało w nim około 1000 osób. 2 października 1942 roku Niemcy ostatecznie zlikwidowali getto. Żydów wywieziono do obozu w Kiełbasinie. 
W granicach Związku Radzieckiego znajdowały się od 1944, do jego rozpadu w 1991. Od wspomnianego roku Druskieniki należą do Litwy, są stolicą rejonu druskienickiego na terenie okręgu olickiego.
W Druskienikach znajduje się jeden z największych w Europie aquaparków. W pobliżu miasta położone jest plenerowe muzeum pamiątek poradzieckich – Park Grūtas.

## Zabytki
- kościół pw. Matki Boskiej Szkaplerznej – wzniesiony w latach 1912–1931, według projektu architekta Stefana Szyllera;
- kościół św. Bartłomieja na przedmieściu Rotnica (dawna wieś), we wnętrzu obraz Matka Boska Szkaplerzna z połowy XVIII wieku z kościoła karmelitów w Grodnie
- cerkiew prawosławna pw. Ikony Matki Bożej „Wszystkich Strapionych Radość” z 1865, parafialna;
- drewniana zabudowa willowa z przełomu XIX i XX wieku:
  - willa „Imperial” – jeden z pierwszych domów wypoczynkowych, ul. Maironio 14
  - willa „Omega” z lat dwudziestych XX wieku, ul. Maironio 16
  - willa „Maur”, ul. Vasario 16-osos 1
  - willa przy ul. Kosciuskos 7
  - willa Markiewiczów, ul. św. Jakubo 17 (ob. muzeum rzeźbiarza Jacques’a Lipchitza)
  - willa Kiersnowskich – z początku XX wieku, obecnie siedziba Muzeum Miejskiego
- dawne łazienki zdrojowe z 1894 roku, będące najstarszym budynkiem tego typu na Litwie[4]
- miejscowy cmentarz katolicko-prawosławny założony w XIX wieku

Niezachowane:
- dworek Józefa Piłsudskiego – wyburzony przez władze sowieckie w 1964 r.
- cerkiew św. Pantelejmona – po II wojnie światowej zaadaptowana przez miejscowe władze na klub, a następnie zburzona
- cerkiew św. Gabriela Zabłudowskiego – prawosławna cerkiew cmentarna wzniesiona w 1895. Nieużytkowana od 1962 r., uległa dewastacji, rozebrana w kwietniu 2018 r.[17] (na jej miejscu powstaje nowa świątynia)[18]

## Ludzie związani z Druskienikami

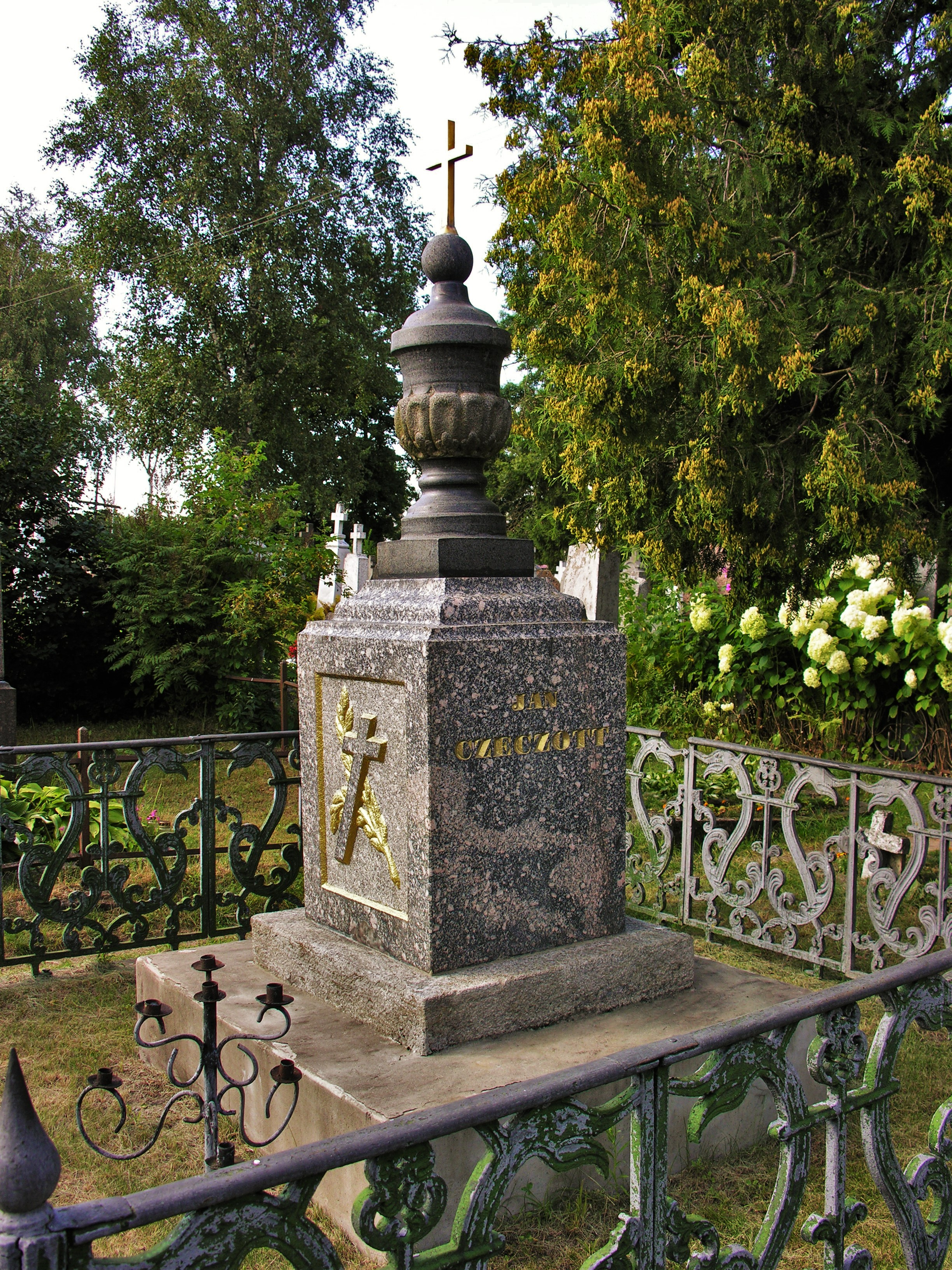
Grób Jana Czeczota na cmentarzu w Rotnicy w Druskienikach

- Maria Borkowska-Flisek – polska działaczka, animator kulturalny, organizator wystaw i akcji plastycznych
- Jarema Bujakowski – indyjski sportowiec polskiego pochodzenia, narciarz, olimpijczyk, urodził się i pierwsze lata życia spędził w Druskienikach
- Mikalojus Konstantinas Čiurlionis – litewski kompozytor, malarz i grafik
- Jan Czeczot – polski poeta i etnograf
- Stanisław Grzegorzewski – polski historyk, autor pierwszego przewodnika po Druskienikach
- Halina Korolec-Bujakowska – polska podróżniczka i reportażystka, mieszkała w Druskienikach, stąd wraz z mężem Stanisławem wyruszyła w podróż motocyklem do Chin
- Eugenia Lewicka – polska lekarka, fizjoterapeutka, jedna z prekursorów medycyny sportowej w Polsce, organizator Zakładu Kąpieli Słoneczno-Powietrznych i Kuracji Sportowej w Druskienikach (1924)
- Jacques Lipchitz – francuski rzeźbiarz pochodzenia żydowskiego
- Józef Markiewicz – polski lekarz i działacz społeczny związany z Warszawą i Druskienikami
- Witold Markiewicz – polski inżynier i samorządowiec, od 1927 burmistrz Druskienik
- Włodzimierz Mazurkiewicz – polski inżynier, lotnik, jeden z pionierów polskiego lotnictwa, podróżnik, działacz oświatowy
- Jan Zbigniew Mikulski – polski lotnik i szybownik, instruktor szybownictwa Wojska Polskiego i LOPP, lotnik Polskich Sił Zbrojnych i RAF, major lotnictwa i instruktor lotniczy w Pakistańskich Siłach Powietrznych (RPAF)
- Hipolit Milewski – polski ziemianin, pisarz i komentator polityczny, inicjator budowy Teatru polskiego w Wilnie
- Mieczysław Niedziński – polski uczestnik obrony Lwowa, żołnierz Armii Krajowej, dowódca partyzantki w stopniu podporucznika w Okręgu Grodzieńskim i Nowogródzkim, uczestnik operacji Ostra Brama, po której uniknął rozbrojenia przez sowietów
- Jan Pilecki – polski lekarz, dziennikarz i działacz społeczny związany z Druskienikami
- Józef Piłsudski – polski działacz niepodległościowy, dowódca wojskowy, polityk, naczelnik państwa polskiego w latach 1918–1922 i naczelny wódz Armii Polskiej od 11 listopada 1918, pierwszy marszałek Polski od 1920
- Marian Turski – polski historyk i dziennikarz żydowskiego pochodzenia, wieloletni przewodniczący oraz wiceprzewodniczący Stowarzyszenia Żydowski Instytut Historyczny w Polsce
- Bolesław Wołejko – polski ksiądz rzymskokatolicki i działacz społeczny związany z Druskienikami, inicjator budowy kościoła oraz wieloletni proboszcz parafii Matki Boskiej Szkaplerznej
- Walter Buchinski – ojciec aktora Charlesa Bronsona

## Współpraca zagraniczna
Następujące miasta są miastami partnerskimi Druskienik:
- Augustów, Polska
- Elbląg, Polska
- Strzelce Opolskie, Polska
- Suwałki, Polska

Do 25 lutego 2022 roku miastami partnerskimi Druskienik były także Grodno, Dzierżyńsk i Petersburg, jednakże z powodu inwazji Rosji na Ukrainę strona litewska zakończyła współpracę.

## Galeria

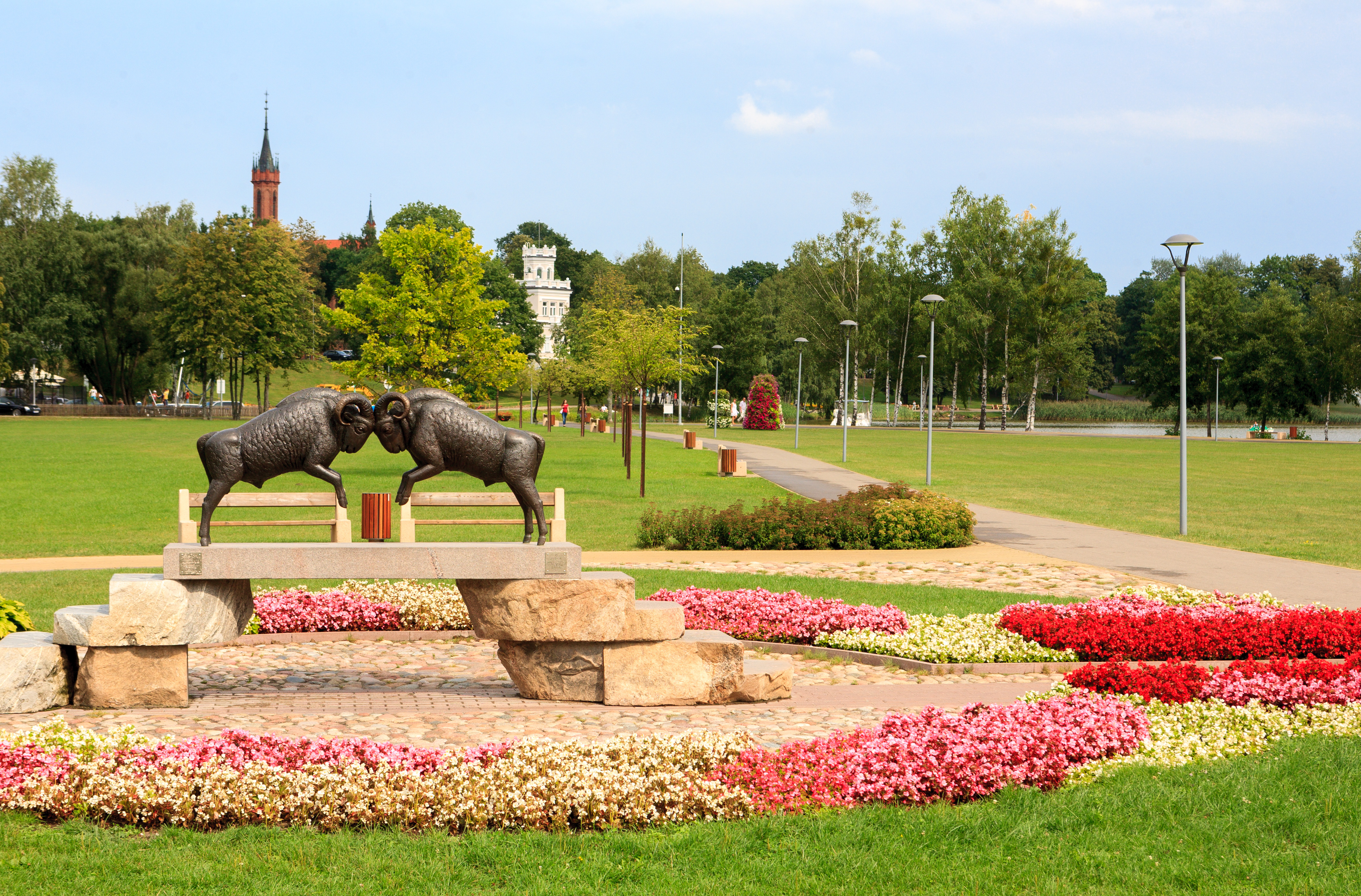
Park
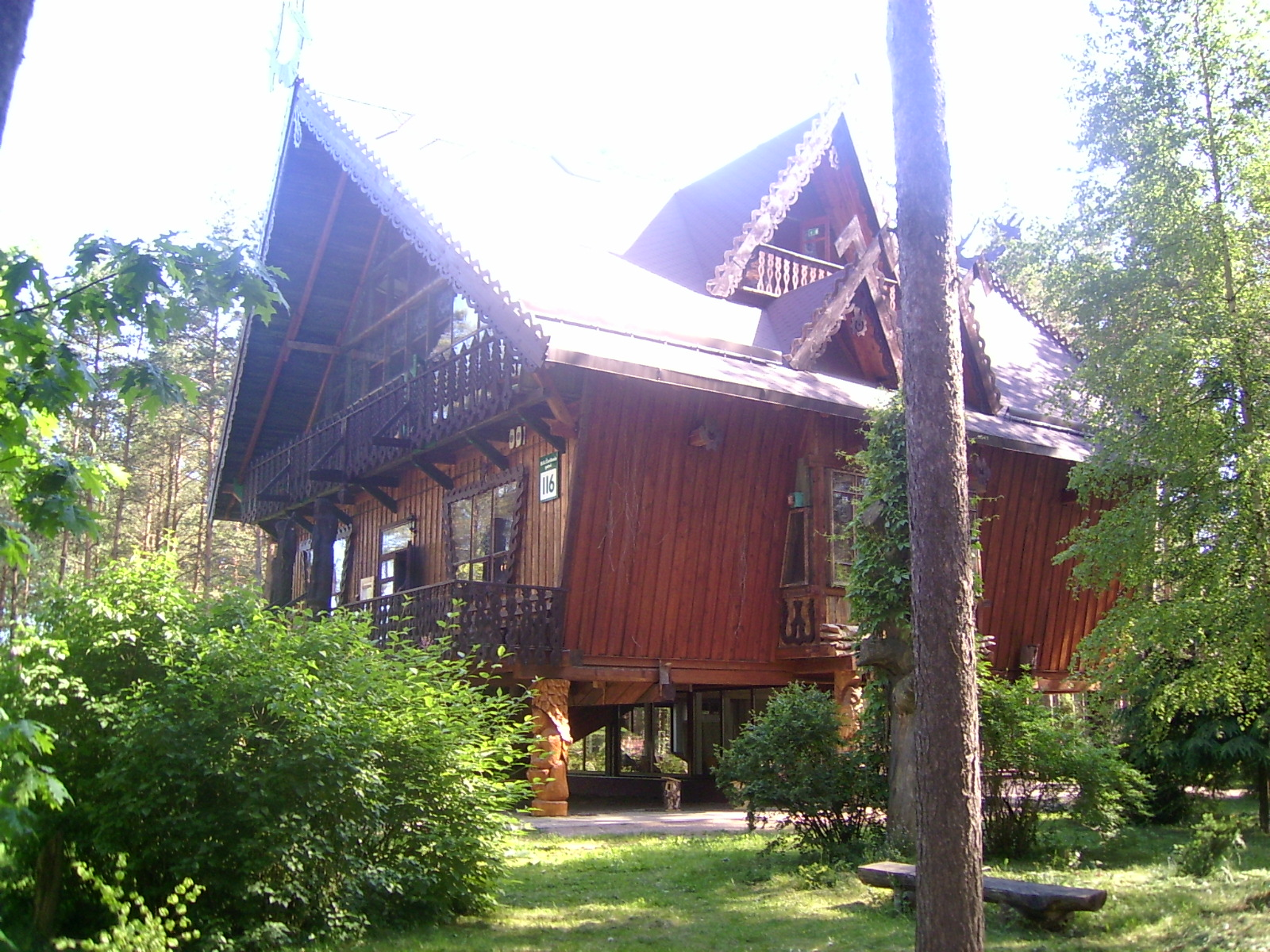
Muzeum
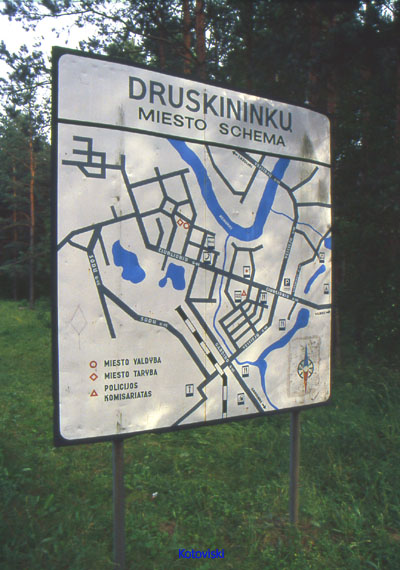
Plan miasta
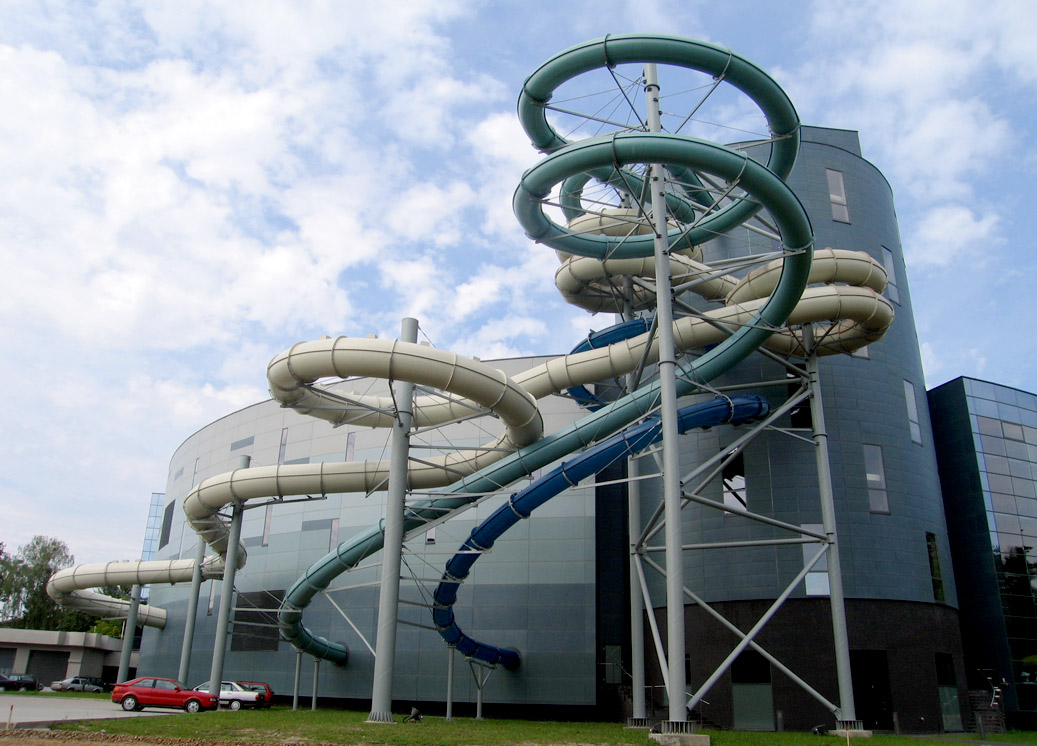
Aquapark